# Czaik jesienny
Czaik jesienny (Metellina segmentata) – gatunek pająka z rodziny kwadratnikowatych (Tetragnathidae).

## Taksonomia
Gatunek ten został po raz pierwszy opisany w 1757 roku przez szwedzkiego entomologa Carla Alexandra Clercka jako Araneus segmentatus. W 1789 roku przeniesiony został przez Guillaume’a Antoine’a Oliviera do rodzaju Aranea, w 1851 przez Niklasa Westringa do rodzaju Epeira, a w 1861 przez tego samego autora do rodzaju Meta. W rodzaju Metellina umieszczony został w 1980 roku przez Herberta Waltera Leviego.

## Opis
Samce osiągają od 4 do 7,5 mm długości ciała, zaś długość karapaksu u 24 zmierzonych okazów wynosiła od 1,91 do 3,28 mm, a szerokość od 1,5 do 2,72 mm. Samice osiągają od 6,5 do 9 mm długości ciała, zaś długość karapaksu u 50 zmierzonych okazów wynosiła od 1,81 do 3,2 mm, a szerokość od 1,39 do 2,54 mm. Ubarwienie karapaksu jest żółtawe, żółtawobrązowe lub jasnoszare z czarnym Y-kształtnym znakiem i czarniawymi brzegami. Szczękoczułki są żółtawe lub żółtawobrązowe o ciemniejszych nasadowych częściach kłów. Barwa wargi dolnej jest ciemnobrązowa. Ciemnobrązowe do czarnobrązowego sternum jest między biodrami czwartej pary odnóży spiczasto zakończone. Odnóża są żółtawe lub żółtawobrązowe, zwykle z ciemniejszym obrączkowaniem; pierwsza ich para ma na grzbietowej i spodniej powierzchni nadstopiów po kilka trichobotrii. Opistosoma ma jasny, zwykle żółtawoszary lub żółtawozielony wierzch z wzorem barwy rudej, brązowej lub czarnej, obejmującym ciemne trójkąty w częściach przednio-bocznych. Spód opistosomy jest jasnożółtawobrązowy z siateczkowaniem i szeroką przepaską środkową.
Samiec ma jasnożółtawobrązowe nogogłaszczki z kikutowatym płatem odnogi paracymbium, półprzezroczystym, zakrzywionym i silnie rozszerzonym odsiebnie konduktorem, stosunkowo krótkim embolusem o bardzo cienkim wierzchołku i cienkimi przewodami nasiennymi wewnątrz dwupłatowej apofizy embolicznej. Płytka płciowa samicy cechuje się wąską, z tyłu rozszerzoną przegrodą środkową, płytkim przedsionkiem i mniej lub bardziej okrągłymi częściami bocznymi. W wulwie znajduje się jedna para zbiorników nasiennych.

## Biologia i występowanie
Pająk znany z prawie całej Europy, w Azji rozsiedlony od Rosji, Turcji i Izraela przez Kaukaz i Azję Środkową po Chiny i Japonię. Ponadto znany z Kanady. Gatunek pospolity i bardzo liczny. Preferuje skraje lasów i ogrody, ale występuje też w lasach liściastych, iglastych, na łąkach i poboczach dróg. Przebywa na drzewach i krzewach, gdzie buduje koliste sieci łowne o otwartych pępkach i 17–25 promieniach.
Spotkać go można od kwietnia do listopada, ale osobniki dorosłe głównie jesienią, kiedy przypada ich okres rozrodczy. Samce pojedynczo lub w grupach czekają na krawędzi sieci samicy na pojawienie się odpowiednio dużej zdobyczy. Do kopulacji przystępują, gdy samica zajęta jest konsumpcją, przytrzymując jej odnóża za pomocą swoich szczękoczułków. Samiec może strzec sieci samicy przed rywalami, średnio przez około pół dnia. Samica wytwarza biały kokon o luźnej teksturze, zawierający 80–140 jasnożółtych jaj.